# Idioma piro (kiowa-tanoano)
El idioma piro fue una lengua kiowa-tanoana hablada en Nuevo México (Estados Unidos). Su clasificación dentro de uno de los subgrupos de esta familia es objeto de discusión, puesto que algunas veces aparece como una rama separada y en otras ocasiones se relaciona con alguno de los otros subgrupos. 
Los piro ocupaban una zona en Nuevo México en torno a las localidades de Senecú y Socorro. Tras la rebelión de los indios pueblo (1680) migraron hacia el sur y fundaron dos poblados del mismo nombre en Chihuahua y Texas. 
La lengua fue escasamente documentada. Entre el material conocido sobre el idioma piro se encuentra una lista de 150 palabras recogida por Barttlet en 1850, una traducción del Padre Nuestro y la toponimia registrada por los españoles en la época colonial. La lengua probablemente se extinguió durante el siglo XIX, pues al iniciar el siglo XX no se conocían hablantes de la misma.